# Equitazione ai Giochi della VII Olimpiade - Concorso completo individuale
La competizione del concorso completo individuale di equitazione dai Giochi della VII Olimpiade si è svolta dal 6 al 10 settembre 1920 nei pressi di Anversa.
La prova era così composta:
- 6 settembre - Prova di cross-country di 50 km, di cui 5 km erano con 20 ostacoli a Merksem.
- 8 settembre - Prova di cross-country di 20 km, di cui 4 km con siepi presso l'Hoogboom Country Club a Kapellen.
- 10 settembre - Prova di salto ad ostacoli presso lo stadio Olimpico di Anversa

## Classifica finale
| Pos.    | Binomio                 | Binomio       | Nazione     | Punti   | Punti singole prove | Punti singole prove | Punti singole prove |
| Pos.    | Cavaliere               | Cavallo       | Nazione     | Punti   | Cross 50Km          | Cross 20Km          | Salto               |
| ------- | ----------------------- | ------------- | ----------- | ------- | ------------------- | ------------------- | ------------------- |
| Oro     | Helmer Mörner           | Germania      | Svezia      | 1775,00 | 900,00              | 555,00              | 320,00              |
| Argento | Åge Lundström           | Yrsa          | Svezia      | 1738,75 | 900,00              | 570,00              | 268,75              |
| Bronzo  | Ettore Caffaratti       | Caniche       | Italia      | 1733,75 | 862,50              | 600,00              | 271,25              |
| 4       | Roger Moeremans d'Emaüs | Sweet Girl    | Belgio      | 1652,50 | 787,50              | 600,00              | 265,00              |
| 5       | Garibaldi Spighi        | Otello        | Italia      | 1647,50 | 900,00              | 540,00              | 207,50              |
| 6       | Harry Chamberlin        | Nigra         | Stati Uniti | 1568,75 | 870,00              | 570,00              | 128,75              |
| 7       | William West            | Black Boy     | Stati Uniti | 1558,75 | 900,00              | 570,00              | 88,75               |
| 8       | Georg von Braun         | Diana         | Svezia      | 1543,75 | 870,00              | 630,00              | 43,75               |
| 9       | Knut Gysler             | Emden         | Norvegia    | 1537,50 | 870,00              | 585,00              | 82,50               |
| 10      | Oswald Lints            | Martha        | Belgio      | 1515,00 | 900,00              | 615,00              | 0,00                |
| 11      | Eugen Johansen          | Nökken        | Norvegia    | 1428,75 | 892,50              | 375,00              | 161,25              |
| 12      | Jules Bonvalet          | Weppelghem    | Belgio      | 1392,50 | 885,00              | 255,00              | 252,50              |
| 13      | Édouard Saint-Poulof    | Josette       | Francia     | 1387,50 | 862,50              | 525,00              | 0,00                |
| 14      | Giulio Cacciandra       | Facetto       | Italia      | 1353,75 | 900,00              | 0,00                | 453,75              |
| 15      | Camille de Sartiges     | Jehova        | Francia     | 1352,50 | 855,00              | 495,00              | 2,50                |
| 16      | John Burke Barry        | Raven         | Stati Uniti | 1350,00 | 870,00              | 480,00              | 0,00                |
| 17      | Jacques Misonne         | Gaucho        | Belgio      | 1282,50 | 765,00              | 480,00              | 37,50               |
| 18      | Oskar Wilkman           | Meno          | Finlandia   | 1282,50 | 862,50              | 420,00              | 0,00                |
| 19      | Carlo Asinari           | Savari        | Italia      | 1245,00 | 765,00              | 480,00              | 0,00                |
| 20      | Idzard Sirtema          | Good Shot     | Paesi Bassi | 1035,00 | 600,00              | 435,00              | 0,00                |
|         |                         |               |             |         |                     |                     |                     |
| -       | André Vidart            | Maxime        | Francia     | DNF     | 600,00              | DNF                 | -                   |
| -       | Bjørn Bjørnseth         | Lydia         | Norvegia    | DNF     | 600,00              | DNF                 | -                   |
| -       | Gustaf Dyrsch           | Salamis       | Svezia      | DNF     | 600,00              | DNF                 | -                   |
| -       | Jules de Vrégille       | Grand Manitou | Francia     | DNF     | 600,00              | DNF                 | -                   |
| -       | Sloan Doak              | Deceive       | Stati Uniti | DNF     | 600,00              | DNF                 | -                   |